# 장자크 아노

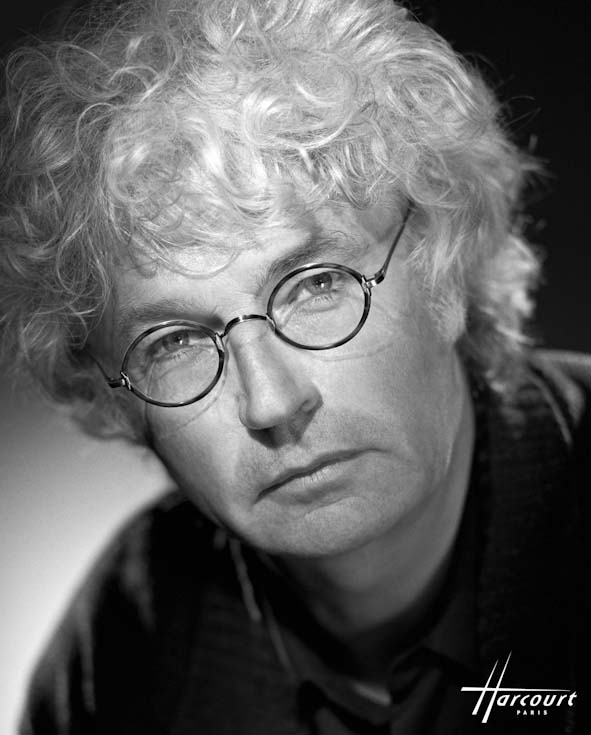

장자크 아노(Jean-Jacques Annaud, 1943년 10월 1일 ~ )는 프랑스의 영화 감독이다.

## 생애
장 르누아르를 영웅으로 삼던 아노는 문학과 고대 그리스어를 공부했다. 처음에는 광고를 연출하였고 첫 장편영화는 1976년 최우수 외국영화상 오스카상을 받았다.

## 작품
- 장미의 이름(1986)
- 연인(1992)
- 티벳에서의 7년(1997)
- 에너미 앳 더 게이트(2001)
- 투 브라더스(2004)
- 그의 위대한 광산(2007)
- 블랙골드(2011)
- 울프 토템(2015)